# Bistorta griffithii
Bistorta griffithii är en slideväxtart som först beskrevs av Joseph Dalton Hooker, och fick sitt nu gällande namn av A.J.C. Grierson. Bistorta griffithii ingår i släktet ormrötter, och familjen slideväxter. Inga underarter finns listade i Catalogue of Life.